# Пильщики
Пи́льщики (Tenthredinidae) — родина перетинчастокрилих комах надродини Tenthredinoidea. Родина включає в себе близько 5500 видів у 440 родах. Личинка пильщика завдає шкоди хвої і паросткам дерев, з'являється навесні й на початку літа. Поширюється шкідник за допомогою міграції, особливо сприяє розмноженню суха й тепла осінь.
20 видів пильщиків занесено до Червоної книги України.
Вагомий внесок у вивчення біології цих комах зроблений В. М. Єрмоленком та М. В. Курдюмовим.

## Поширення
Зустрічаються повсюдно (рідкісні тільки в Австралії, де 1 вид). У Європі близько 1000 видів і підвидів справжніх пильщиків. 

## Опис
Личинки зеленого кольору, мають коричневу голівку і вісім пар ніг на черевці, при цьому третя пара ніг має темні смуги.

## Спосіб життя
Личинки всіх пильщиків і більшість видів дорослих пильщиків рослиноїдні, деякі дорослі пильщики — хижаки. Самки зазвичай відкладають яйця по одному в м'які тканини рослин, зробивши попередньо розріз зазубреним яйцекладом (звідси назва).
Деякі відкладають яйця групами на поверхню хвої.
Личинки справжніх пильщиків живуть відкрито і зовні нагадують гусінь метеликів, відрізняючись від неї великим числом фальшивих черевних ніжок (6–8 пар).
Більшість видів пильщиків заляльковується у ґрунті.

## Шкідники
Хвою сосни інтенсивно пошкоджують сосновий пильщик звичайний (Diprion pini) і сосновий пильщик рудий (Neodiprion sertifer). За способом життя вони мало відрізняються один від одного, але перший зустрічається частіше. Самка відкладає яйця по 10–15 шт. у пропил, зроблений яйцекладом у старій хвої. Личинки живляться разом, поїдають торішню хвою, залишаючи тільки пеньочки. Знищивши хвою на одній гілці, переходять на сусідню. У соснових молодняках пошкоджують 15–20% дерев, на деяких з них знищують до 50% хвоїнок. Зимує псевдогусінь у ґрунті, в павутинних коконах.
Листя листяних порід дерев (берези, верби, вільхи, горобини) пошкоджують багато видів пильщиків (Arge ustulata , Tentredo ferruginea , Trichosoma vittellinae , Trichosoma silvatica , Rhogogaster punctulatus , Rhogogaster viridis та ін.). Аґрусу та смородині на дачних ділянках часто шкодить пильщик аґрусовий жовтий (Pteronidea ribesi).
Життєві цикли цих комах вивчав та розробляв засоби захисту від них дерев О.І. Воронцов.